# Langhornbock
|                                             |                           |
| Abb. 1: Schneiderbock ♂ (Monochamus sartor) |                           |
|                                             |                           |
| Abb. 2: Schildchen                          | Abb. 3: Ende Flügeldecken |

Der Langhornbock oder Schneiderbock (Monochamus sartor) ist ein Käfer aus der Familie der Bockkäfer (Cerambycidae).

## Merkmale
Die gewandten Kletterer zeichnen sich durch lange und kräftige Beine aus. Sie sind 21 bis 35 Millimeter lang. Die Mundwerkzeuge zeigen nach unten, die Augen sind stark ausgerandet und das erste Fühlerglied sehr kräftig. Die Fühler des Männchens sind mindestens doppelt so lang wie der Körper, die der Weibchen sind etwas länger als dieser. 
Der Halsschild ist nur wenig breiter als der Kopf, in der Mitte an jeder Seite mit einem kräftigen Dorn. Die Flügeldecken sind nur wenig breiter als der Halsschild, aber durch Schultern deutlich abgesetzt. Im ersten Drittel sind sie in Unterschied zu den anderen Monochamusarten quer eingedrückt. Beim Weibchen verschmälern sie sich im Gegensatz zu den Männchen kaum. 
Von der Färbung her unterscheiden sich Männchen und Weibchen deutlich. Wie bei allen Monochamusarten erscheinen nur die Fühler der Weibchen durch eine helle Behaarung der Basis der Fühlerglieder geringelt, die der Männchen einfarbig dunkel. Die Flügeldecken der Männchen sind beim Schneiderbock vereinzelt mit undeutlichen, die des Weibchens mit vielen hellen Haarflecken bedeckt, die gelegentlich in mindestens zwei unterbrochenen Bändern angeordnet sind. 
Der Schneiderbock unterscheidet sich von den anderen mitteleuropäischen Monochamusarten durch die gleichmäßige gelblichweiße kurze Behaarung des Schildchens (Abb. 2). Bei anderen Arten sind sie in einem basalen Bereich oder entlang der Mittellinie unbehaart. Von der Art Monochamus rosenmuelleri, die von Nordeuropa bis nach Asien verbreitet ist und bei der das Schildchen ebenfalls vollständig behaart ist, kann man sie durch die Merkmale am Ende der Flügeldecke unterscheiden (Abb. 3). Dort ist bei dem Schneiderbock die Behaarung schütter und schräg angehoben, die Punktierung runzlig. Bei Monochamus rosenmuelleri dagegen ist die Punktierung zum Flügeldeckenende hin sehr fein und gedrängt, und die Behaarung ist weiß bis gelblich und dicht.

### Weitere Arten der Gattung
- Einfarbiger Langhornbock (Monochamus sutor (Linnaeus, 1758))
- Bäckerbock oder Gefleckte Langhornbock (Monochamus galloprovincialis (Olivier, 1795))
- Waldgebirgs-Langhornbock (Monochamus saltuarius (Gebler, 1830))

## Verbreitung
Der Schneiderbock ist in Mitteleuropa verbreitet, er lebt auch im nördlichen Südeuropa und wird im Norden in Dänemark, den Niederlanden, im Süden Finnlands und auf den Britischen Inseln angetroffen. Die Art besiedelt vorwiegend die Nadelwälder des Bergvorlandes. Die Populationen sind stark rückläufig.

## Lebensweise
Die Weibchen legen ihre Eier meist in die Rinde gefällter Fichten, gelegentlich aber auch in Kiefer oder Tannen. Die Larven entwickeln sich zunächst unter der Rinde und wechseln später ins Holz über. Sie dringen tief in dieses ein, weshalb sie beträchtliche Schäden anrichten können. Innerhalb von mindestens drei Jahren erreicht die Larve eine Länge von etwa 40 Millimetern. Die Käfer erscheinen von Juli bis September, sie fliegen bei Sonnenschein und können sitzend auf gefällten Stämmen angetroffen werden.